# Phare de South Bishop
Le phare de South Bishop se dresse sur l'île de South Bishop (également connu sous le nom Emsger), l'une des îles Bishops and Clerks à environ 8 km à l'ouest du cap de St David's dans le comté de Pembrokeshire, au Pays de Galles.
Ce phare est géré par le Trinity House Lighthouse Service à Londres, l'organisation de l'aide maritime des côtes du Pays de Galles.

## Histoire
Conçu par James Walker, il a été construit sur l'île en 1839, agissant à la fois comme repère pour les navires en mer et assistance aux navires naviguant autour du groupe de l'île.
Le phare a été converti à l'énergie électrique en 1959, et en 1971 un héliport a été construit sur le site. Enfin, le phare a été automatisé et le personnel est parti en 1983.
Comme beaucoup de phares du Royaume-Uni, il est maintenant surveillé à partir du centre de contrôle de Trinity House à Harwich, dans l'Essex, en Angleterre.
Construit sur le passage de nombreux oiseaux de mer migrateurs, l'éclat de la lumière dans la nuit a souvent conduit des oiseaux à se blesser contre la lanterne. Beaucoup sont morts et, quand Trinity House et la Société Royale pour la Protection des Oiseaux se sont associés, ils ont réalisé la conclusion de perches spéciales sur le côté de la lanterne de phare. Après cela, la mortalité a considérablement diminué.

### Lien connexe
- Liste des phares du Pays de Galles